# Frank Bowles
Francis George Bowles, baron Bowles (2 mai 1902 - 29 décembre 1970) est un avocat et homme politique britannique. Député de longue date, Bowles est brièvement vice-président de la Chambre des communes, mais il est surtout connu pour avoir accepté de céder son siège pour laisser la place au ministre de la Technologie Frank Cousins.

## Famille et formation
Fils d'un chimiste analytique, Bowles fait ses études à la Highgate School et à l'Université de Londres où il obtient un baccalauréat en droit et à la London School of Economics où il obtient un baccalauréat en sciences économiques. Il est admis au tableau des solicitors en 1925. Il travaille pour Pearl Assurance Ltd en tant que conseiller juridique interne; son grand-père avait été président de la société.

## Carrière politique
Initialement libéral, Bowles passe rapidement au Parti travailliste en 1924 alors qu'il est à la LSE. Il se présente dans la circonscription de Hackney North aux élections générales de 1929, perdant de 866 voix. Il s'y présente à nouveau aux deux élections successives de 1931 et 1935, perdant à chaque fois.
Bowles est alors choisi pour l'élection partielle de Preston de novembre 1936. C'est une circonscription très marginale, et le Parti travailliste de circonscription local avait voulu que Bowles se présente aux élections générales de 1935 (Bowles refuse car il s'était déjà engagé à Hackney). Il mène une campagne énergique demandant que l'ensemble du Lancashire soit déclaré zone spéciale pour l'aide gouvernementale. Le jour du scrutin, Bowles est battu par 1605 voix, tandis que Florence White de l'Association des retraites en remporte 3221.

## Carrière parlementaire
Finalement, Bowles entre au Parlement sans opposition en tant que député de Nuneaton en mars 1942, lorsque le député en exercice devient l'un des rares pairs travaillistes. Il est populaire auprès de ses collègues députés et, en novembre 1946, est élu vice-président du Parti travailliste parlementaire. Lorsque Hubert Beaumont, vice-président des comités (deuxième vice-président de la Chambre) démissionne pour raison de santé, Bowles est nommé pour lui succéder en octobre 1948; une reconnaissance de sa maîtrise de la procédure parlementaire.
À la suite des élections générales de 1950, Bowles démissionne de son poste de vice-président. Il épouse Kay Musgrove plus tard cette année-là après une cour éclair. Dans les années 50, il est nommé administrateur de la Chambre des communes. Bowles a tendance à préférer les rôles d'arrière-plan qui sont importants au Parlement mais peu connus du public.
Le parti de circonscription de Bowles, est enclin à se plaindre qu'il les négligent et préfère rester à Londres. Lorsque, à la suite des élections générales de 1964, Frank Cousins est nommé ministre de la Technologie, les whips travaillistes recherchent des députés disposant de sièges sûrs qui accepteraient une pairie pour lui céder la place. Bowles se porte volontaire. Il déclare à la presse qu'il a d'abord été "choqué, extrêmement inquiet et malade" à l'idée de quitter les Communes, mais a décidé de faire le sacrifice. Cousins remporte l'élection partielle suivante.
Une fois créé pair à vie le 12 décembre 1964 en tant que baron Bowles, de Nuneaton dans le comté de Warwick, Bowles est nommé capitaine de la garde du corps de la reine des Yeomen of the Guard et whip en chef adjoint du gouvernement à la Chambre des lords. Il occupe ce poste jusqu'à ce que le gouvernement travailliste quitte ses fonctions en 1970. Bowles est décédé à la fin de cette année.